# Walter Nouvel
Walter Nouvel (en russe : Вальтер Фёдорович Нувель), né le 26 janvier 1871 (7 février dans le calendrier grégorien) et décédé le 13 avril 1949, est un pianiste et compositeur russe amateur, figure de la société d'art Mir iskousstva, organisateur de soirées musicales et d'autres activités de la société d'art. Plus tard, il devient secrétaire et biographe de Serge de Diaghilev puis d'Igor Stravinsky.

## Biographie
La famille Nouvel est issue de réfugiés français qui se sont réinstallés de France en Allemagne à la fin du XVIIe siècle. Il étudie à l'École Karl May (en) à Saint-Pétersbourg.
En 1890, il entre à l'Université d'État de Saint-Pétersbourg, en même temps qu'Alexandre Benois, Serge de Diaghilev, et Dmitri Filosofov. Ses études universitaires terminées, il devient fonctionnaire de missions spéciales de la chancellerie du ministère de la Cour impériale.
Nouvel est membre du comité de rédaction de la revue Mir iskousstva, au sein duquel il est responsable de la partie musicale. Ensemble avec Alfred Nourok, il organise (jusqu'en 1911) les populaires Soirées de musique contemporaine (ru) à Saint-Pétersbourg, où sont jouées des nouveautés de musique russe et étrangère. Selon Alexandre Benois, Nouvel était « un participant discret, mais très important et influent de Mir iskousstva ».
Il est souvent mentionné dans le journal de Mikhaïl Kouzmine pour avoir été, en 1906-1907, son compagnon de voyage lors de voyages dans les jardins de Tauride pour y rencontrer de beaux jeunes gens. À cette époque, il était en relation amoureuse avec Constantin Somov. En 1907, il compose la musique pour la pièce de Kouzmine (qui lui est dédiée) Dangereuse précaution (Opasnaïa Predostorojnost).
Il s'est rapproché de Serge de Diaghilev du fait de leur passion commune pour la musique. Ils ont joué souvent au piano à quatre mains. Plus tard, Nouvel devient le bras droit de Diaghilev pour l'organisation des Ballets russes à Paris et l'est resté pratiquement jusqu'au dernier jour de sa vie. Il a composé une biographie de Diaghilev qui est restée inédite. Les documents qu'il a rassemblés pour cette biographie ont été utilisés pour le livre de A. Gaskell sur Diaghilev.
Après la mort de Diaghivev en 1929, Walter Nouvel vit en France. Dans les années 1930, il se lie avec Igor Stravinsky et devient son collaborateur le plus proche. De l'aveu de Stravinsky, la majeure partie de ses mémoires intitulés Chronique de ma vie a été écrite par un ami, avec lequel il était lié par une « complète compréhension spirituelle mutuelle », c'est-à-dire Walter Nouvel,,. Walter Nouvel décède le 13 avril 1949. Il est inhumé au cimetière russe de Sainte-Geneviève-des-Bois.